# Chlapec

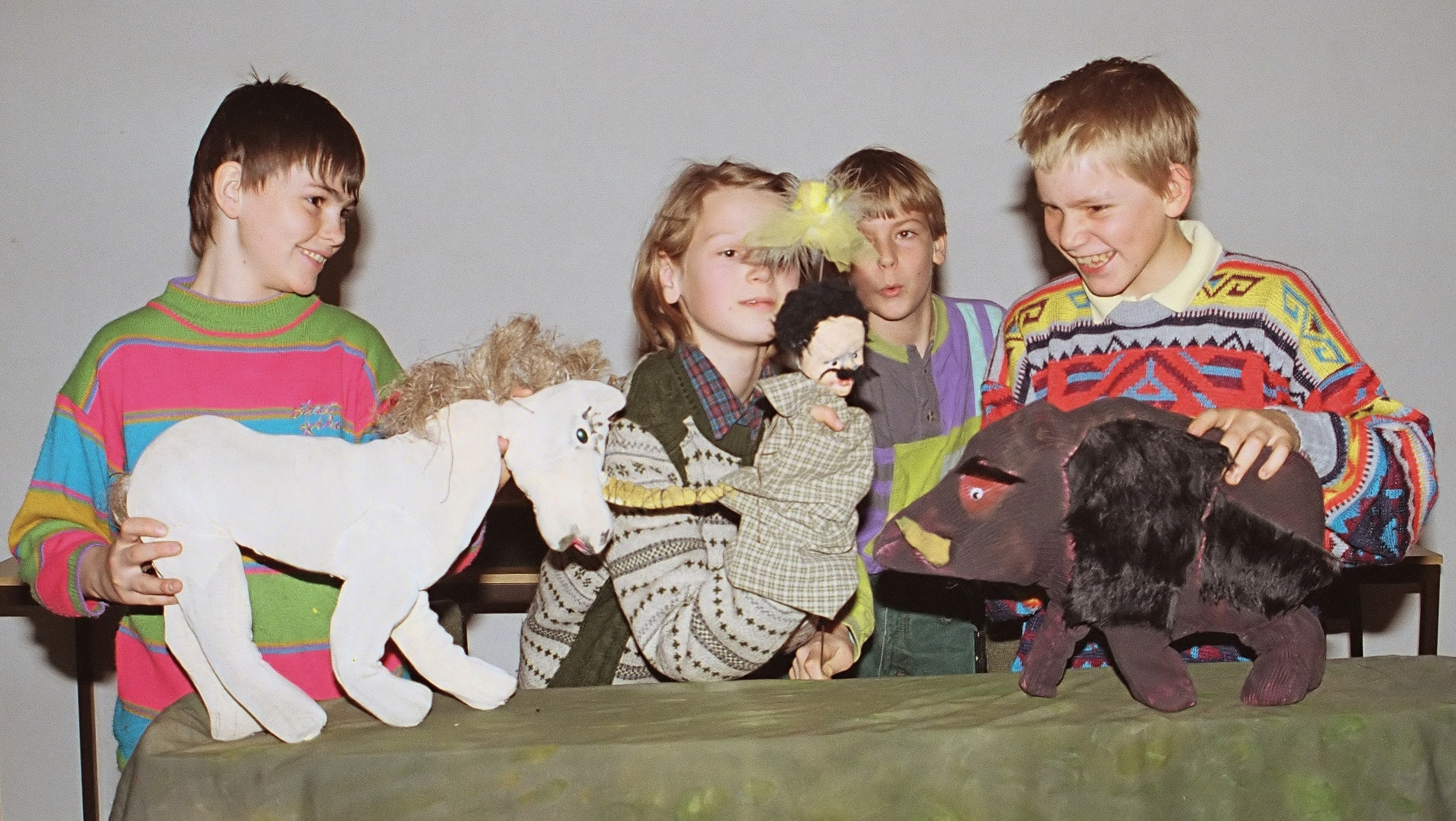
Hrající si chlapci

Chlapec neboli hoch je označení pro nedospělého lidského jedince mužského pohlaví. Věk, ve kterém se chlapec stává mužem, je v různých kulturách odlišný. Hovorový (obecněčeský) výraz pro chlapce je kluk, další označení zejména u starších chlapců je pak jinoch. Mezi nářeční pojmenování patří ogar na Valašsku a synek ve Slezsku.

## Dospívání
Chlapci mezi 12.–15. rokem věku procházejí pubertou, tj. obdobím, kdy se z chlapců stávají muži. Penis a varlata se zvětšují a připravují se na svou budoucí funkci rozmnožování. Později chlapcům začínají růst vousy. Dalším znakem dospívání u chlapců je růst ochlupení zejména na pažích, na nohou, na břiše a v rozkroku. Intenzita ochlupení závisí na genetických předpokladech. Při dospívání v souvislosti se zvýšenou tvorbou mužských hormonů mohou mít ve tváři i jinde na těle akné.